# Jón Baldvin Hannibalsson

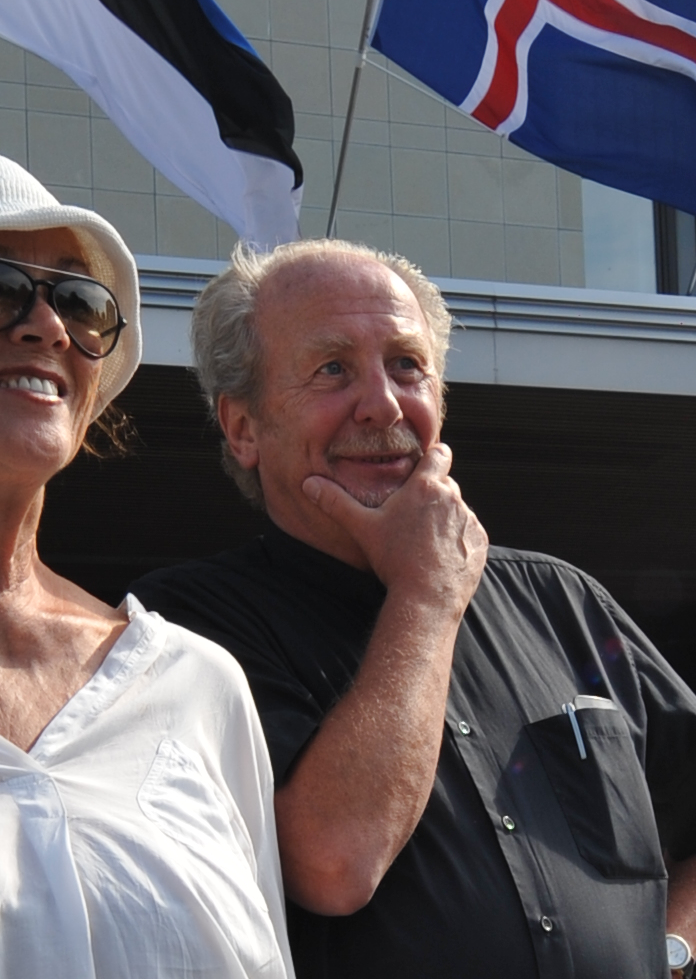
Jón Baldvin Hannibalsson bei einem Besuch in Estland 2011.

Jón Baldvin Hannibalsson (* 21. Februar 1939 in Ísafjörður) ist ein isländischer Politiker und Diplomat. Er war von 1982 bis 1998 Abgeordneter des isländischen Parlaments Althing und zunächst von 1987 bis 1988 Finanz-, ab 1988 bis 1995 Außenminister. Von 1998 bis 2002 war er isländischer Botschafter in den Vereinigten Staaten, von 2002 bis 2005 in Finnland.

## Leben
Jón Baldvin Hannibalsson ist der Sohn des Politikers Hannibal Valdimarsson (1903–1991). Er besuchte die University of Edinburgh und schloss sein Masterstudium der Wirtschaftswissenschaften 1963 ab. Danach studierte er noch ein weiteres Jahr an der Universität Stockholm und schloss eine Lehrerausbildung an der Universität Island an. Von 1976 bis 1977 besuchte er das „Center for European Studies“ der Harvard University.
Von 1982 bis 1998 war er Abgeordneter des isländischen Parlaments Althing für den damaligen Wahlkreis Reykjavík. Als Politiker erlangte er erstmals Bekanntheit über Island hinaus, als er 1984 zum Vorsitzenden der isländischen Sozialdemokraten gewählt wurde. 1987 wurde er als Finanzminister Teil der isländischen Regierung.
1988 wechselte er ins Außenressort und war somit Islands außenpolitischer Vertreter in der Zeit des Zusammenbruchs der Sowjetunion. Bereits vor der politischen Wende in Osteuropa hatte Jón Baldvin großes Interesse für diese Region gezeigt und mehrere Reisen in Länder des „Ostblocks“ unternommen. Er unterstützte offen die Emanzipation der osteuropäischen Nationen, auch derer innerhalb der Sowjetunion, von der Moskauer Zentralmacht. Das in dieser Frage forsche Auftreten Jón Baldvins gegenüber der Sowjetunion unter Gorbatschow wurde mitunter als undiplomatisch und den eigenen Interessen zuwiderlaufend kritisiert. So äußerte etwa Bundesaußenminister Genscher (wie Jón Baldvin später berichtete), eine Außenpolitik wie die Islands könne die deutsche Wiedervereinigung gefährden. Der außenpolitischen Linie folgend war Island das erste Land, das die Unabhängigkeitserklärung der baltischen Staaten anerkannte, während die anderen westlichen Staaten aus Rücksicht auf Gorbatschow, der in diesen Tagen durch den „Augustputsch“ entmachtet worden war, eine abwartende Haltung einnahmen. Jón Baldvin amtierte bis 1995 als Außenminister.
Seit dem 16. März 1998 war Jón Baldvin isländischer Botschafter in den Vereinigten Staaten, ab dem 10. Juni 1998 zugleich in Kanada. Letzteren Posten verließ er am 9. April 2001, als im kanadischen Ottawa eine eigene isländische Botschaft eröffnet und Hjálmar W. Hannesson der erste isländische Botschafter in Kanada wurde. Jón Baldvin amtierte weiter als Botschafter in den USA, bis er am 9. Dezember 2002 von Helgi Ágústsson abgelöst wurde. Danach war er von 2002 bis 2005 isländischer Botschafter in Finnland.

### Vorwürfe wegen sexueller Belästigung
2019 wurde Jón Baldvin Hannibalsson beschuldigt, 2018 eine Teilnehmerin einer Dinnerparty in seinem Haus in Granada, Spanien, sexuell belästigt zu haben. Nachdem das Bezirksgericht in Reykjavík sich zunächst als unzuständig erklärt hatte, da der Vorfall sich in Spanien ereignet hatte, wurde es vom Appellationsgericht Landsréttur aufgrund von Fehlern im Ablauf des Verfahrens (Fristüberschreitung) dazu verpflichtet, den Fall zu behandeln. Im August 2021 sprach das Bezirksgericht Jón Baldvin frei. Der Fall wurde erneut an den Landsréttur weitergezogen, der Jón Baldvin Anfang Dezember 2022 zu einer Freiheitsstrafe von zwei Monaten auf Bewährung verurteilte. Die von Jón Baldvins Anwalt beantragte Zulassung eines Weiterzugs an das oberste Gericht Islands, den Hæstiréttur, wurde im März 2023 abgewiesen, da der Fall nicht von grundsätzlicher Bedeutung sei. Das Urteil ist damit rechtskräftig.
Jón Baldvin Hannibalsson wurde schon früher sexuelle Belästigung vorgeworfen. So wurde im Jahr 2012 bekannt, dass Jón Baldvin im Zeitraum 1998–2001 angeblich eine Reihe von Briefe sexuellen Inhalts an eine junge Nichte seiner Frau gesandt hatte. In einem der Briefe soll Jón Baldvin beschrieben haben, wie er beim Sex mit seiner Frau an die junge Nichte denke. Die Nichte, die zu dieser Zeit eine Jugendliche war, erstattete 2005 Strafanzeige gegen Jón Baldvin wegen sexueller Belästigung, die Ermittlungen wurden jedoch von der Polizei eingestellt.
Im Januar 2019 erschienen in der isländischen Presse eine Reihe von Artikeln über eine #MeToo-Gruppe auf Facebook, in denen sich Frauen über sexuelle Belästigung durch Jón Baldvin Hannibalsson austauschten, als sie noch minderjährig waren. Diese Fälle reichen bis in die 1960er Jahre zurück. 
Jón Baldvin stritt bislang alle Anschuldigungen ab und nannte die Berichte der Frauen, die im Januar 2019 aufgetaucht sind und ihn der sexuellen Belästigung und Gewalt bezichtigten, entweder eine Fiktion oder eine Realitätsverknappung.

## Ehrungen
- Ehrenbürger von Vilnius